# 北条氏朝
北条 氏朝（ほうじょう うじとも）は、河内狭山藩の第5代藩主。

## 経歴
寛文9年（1669年）3月28日、初代藩主・北条氏盛の次男・北条氏利の五男として生まれる。異母兄の第4代藩主・氏治に嗣子が無かったため、天和3年（1683年）3月29日に養子となる。元禄9年（1696年）、氏治の死去により家督を継いだ。
氏朝は藩祖・北条氏規の再来といわれるほど聡明であり、元禄5年（1692年）6月には伊東一刀斎から一刀流の免許皆伝を許されていた。また、幼少期には法雲寺で修行したとされる。このため幕府にも実力を評価され、元禄16年（1703年）に京都火消役に任じられ、享保5年（1720年）に伏見奉行、享保19年（1734年）には奏者番に任じられた（北条氏は本来外様大名であるが願譜代という制度があった）。藩政では陣屋の拡大などを行なっているが、幕閣に加わったことによる出費の増大などで藩財政の悪化も招くこととなり、倹約や上米を始めている。享保20年（1735年）9月30日に死去、享年67。跡を長男の氏貞が継いだ。
氏朝の一代記として『北条氏朝公日記』がある。